# Gałymżan Usierbajew
Gałymżan Szachizindachanowicz Usierbajew (ros. Галымжан Шахизиндаханович Усербаев; 19 grudnia 1988) – kazachski zapaśnik walczący w stylu wolnym. Olimpijczyk z Rio de Janeiro 2016, gdzie zajął piąte miejsce w kategorii 74 kg.
Zajął piąte miejsce na mistrzostwach świata w 2019. Brązowy medalista mistrzostw Azji w 2019, a także igrzysk wojskowych w 2015. Wojskowy mistrz świata w 2014 i trzeci w 2018 roku.